# Cá dìa cana
Siganus canaliculatus, thường được gọi là cá kình, cá giò, hay cá dìa cana, là một loài cá biển thuộc chi Cá dìa trong họ Cá dìa. Loài cá này được mô tả lần đầu tiên vào năm 1797.
Siganus oramin, tên thông thường là cá dìa chấm vàng, đã được xác định là một danh pháp đồng nghĩa của S. canaliculatus.

## Từ nguyên
Từ định danh của loài cá này, canaliculatus, trong tiếng Latinh có nghĩa là "đường rãnh" hoặc "ống dẫn". Tác giả Mungo Park đã mô tả gai vây lưng và gai vây hậu môn của loài này có các khía ở bên. Ông không biết rằng, đó là nơi có chứa tuyến nọc độc, là đặc điểm mà tất cả các loài cá dìa đều có.

## Phân loại học
S. canaliculatus và Siganus fuscescens được cho là cùng một loài nhưng khác nhau về màu sắc và hình thái, tuy nhiên điều này vẫn còn gây tranh cãi trong giới sinh học.

## Phạm vi phân bố và môi trường sống
S. canaliculatus có phạm vi phân bố rộng rãi ở Ấn Độ Dương - Thái Bình Dương. Từ vịnh Ba Tư, loài cá này xuất hiện dọc theo bờ biển phía bắc của Ấn Độ Dương trải dài đến bờ đông Ấn Độ và Sri Lanka; từ biển Andaman (bao gồm cả quần đảo Andaman và Nicobar), S. canaliculatus tiếp tục có mặt ở khắp vùng biển các nước Đông Nam Á, băng qua đến vùng biển phía tây Papua New Guinea, trải dài về phía nam đến vùng biển phía bắc và tây của Úc; phía bắc trải dài đến ngoài khơi quần đảo Ryukyu (Nhật Bản).
S. canaliculatus sống gần các rạn san hô và nơi có nhiều rong tảo ở vùng đáy cứng (cát đá), độ sâu khoảng 50 m trở lại

## Mô tả
Chiều dài cơ thể tối đa được ghi nhận ở S. canaliculatus là 25 cm, nhưng thường được quan sát với kích thước phổ biến là 20 cm. Gáy và thân trên có màu lục xám đến vàng nâu với nhiều đốm màu ngọc lam đến trắng tạo thành các hàng sọc; thân dưới và bụng màu xám bạc. Thường có đốm đen mờ ở sau đầu, ngay trên nắp mang. Như một số loài cá dìa khác, S. canaliculatus có thể xuất hiện lốm đốm các mảng màu nâu và trắng trên cơ thể khi bị đe dọa, hoặc khi chúng nghỉ ngơi vào ban đêm.
Số gai ở vây lưng: 13; Số tia vây ở vây lưng: 10; Số gai ở vây hậu môn: 7; Số tia vây ở vây hậu môn: 9.

## Sinh thái học
Cá con sống thành đàn rất lớn trong các vịnh nước nông và trên các rạn san hô. Số lượng cá thể trong đàn giảm dần theo độ tuổi; cá trưởng thành hợp thành nhóm khoảng 20 cá thể. Chúng ăn chủ yếu các loại rong tảo, hiếm khi ăn cỏ biển.

## Đánh bắt
S. canaliculatus là một loài cá thực phẩm có tầm quan trọng trong thương mại ở vịnh Ba Tư. Loài này cũng đã được nuôi ở nhiều nơi trong phạm vi của chúng do tốc độ tăng trưởng nhanh và có giá trị kinh tế.